# Ajmanitas
Los ajmanitas o Al-Aŷmán (en árabe: العُجمان, al-‘Uŷmān, y en singular, العجمي ‘Aŷmī) es una confederación tribal árabe que se encuentra en el oriente de la Península arábiga, cuyos miembros están repartidos por Arabia Saudita, Catar, EE. UU. y Kuwait.

## Origen
Los ajmanitas son una tribu árabe qahtanita que desciende de la tribu Banu Yam. La mayor parte de la tribu Aŷmán dejó su vida nómada y se estableció en Kuwait y el noreste de Arabia Saudita.

## Historia
Los ajmanitas se destacaron por su fuerza en la batalla y tuvieron un papel importante en las guerras y la política de Arabia oriental y central en los siglos XIX y principios del XX. Su líder más famoso (o jeque) durante el siglo XIX fue Rakan bin Hithalayn, quien todavía es conocido en la tradición tribal árabe. Se destacó por su poesía, así como por su aptitud en la batalla contra los turcos otomanos. A menudo se lo conoce como el abuelo materno del príncipe de Arabia Saudita Mohámmed Bin Salmán. Los ajmanitas fueron derrotados por Faisal bin Turki, el segundo imán del Emirato de Néyed, el 2º estado saudí, que luego se emparentó con la tribu. Más tarde apoyaron la causa de la rama Saúd al-Kabir de Al Saúd contra su primo Abdulaziz bin Saúd, el fundador de Arabia Saudita.
Una sección de los Aŷmán dirigida por Dhaydan ibn Hithlayn se unió al movimiento Ijwán en 1912, brindando apoyo militar a Ibn Saúd, pero luego se rebeló contra él. Los Aŷmán y sus aliados de las tribus de Utaybah y Mutayr fueron derrotados por Ibn Saúd en 1929 en la Batalla de Sabilla, que puso fin a la rebelión de los Ijwán.
Casi todos los Aŷmán han abandonado la vida nómada y se han asentado en los estados del Golfo Pérsico, particularmente el emirato del mismo nombre, Ajman, miembro de los Emiratos Árabes Unidos. También hay muchos en Arabia Saudita. Su territorio tribal principal es Judah, también conocido como Wadi el-Ajman ("el valle del Ajmán"), ubicado en el camino entre Riad y Dammam.
La tribu Aŷmán atacó a la tribu Sobyie en 1764, quien llamó a Ibn Saúd para que los defendiera. Ibn Saúd respondió de inmediato y mató a 50 ajmanitas y capturó a otros 240. Rakan bin Hithalayn envió a dos de sus hijos a los Banu Yam en Naŷrán para pedirles ayuda. Naŷrán fue una pesadilla para Ibn Saúd en ese momento. El jeque Hassan bin Hebat Allah era el líder religioso de Yam. Él respondió a la solicitud de los ajmanitas y pidió la movilización general a Adderyah en Riad con 500 hombres en 500 caballos negros (una de sus técnicas en la guerra). La reputación de Yam era aterradora en cada tribu en el momento que empujó a la tribu Qahtan a construir una alianza con ellos. Yam llegó a Riad, se unió a la tribu Ajmán y se mudó a Adderyah. Ibn Saúd tenía 3700 hombres, pero el jeque Muhámmed bin Abdulwahab advirtió a Mohámmed bin Saúd que le pedía que hiciera las paces con Yam, pero luchó contra ellos y fue derrotado. Los Yam mataron a unos 390 hombres, capturaron 220 hombres y recuperaron a los prisioneros de Ajmán de Ibn Saúd. Ibn Saúd tuvo que hacer las paces con los Yam para que los Yam volvieran a Naŷrán y los ajmanitas se quedasen en Néyed bajo la protección total de los Yam. Ibn Saúd sabía que Yam cumpliría su palabra y lucharían por defenderla, así que no estaba preocupado por ellos una vez que habían hecho las paces. Esta batalla se llamó Al-Ha'ir (الحائر).